# Kieleidechsen
Die Kieleidechsen (Algyroides) sind eine Gattung innerhalb der Familie der Echten Eidechsen und umfassen nur vier reliktartig in Südeuropa und Nordafrika verbreitete Arten. Sie sind nah mit der Gattung Lacerta verwandt.

## Merkmale
Kieleidechsen sind schlank und werden höchsten 15 Zentimeter lang. Sie haben vergrößerte, stark gekielte und sich schindelartig überlagernde Rückenschuppen, die zumindest auf der Rückenmitte größer als auf der Schwanzoberseite sind. Die Schuppen auf den Flanken sind klein und glatt. Ihre Färbung ist zumeist schlicht braun, oben dunkler, unten heller. Im Unterschied zur Gattung Psammodromus tragen die Kieleidechsen ein wohlausgebildetes Halsband.

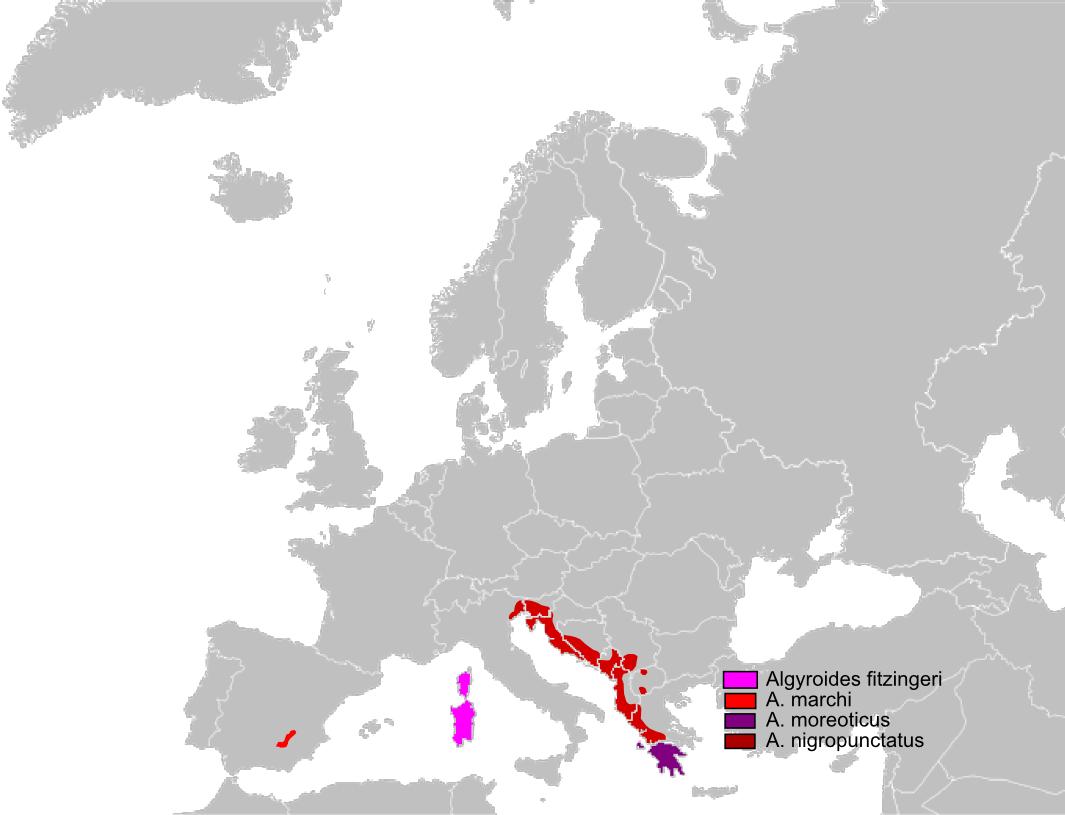
Verbreitung der Gattung Algyroides.

## Arten
- Zwerg-Kieleidechse (A. fitzingeri (Wiegmann, 1834))
- Spanische Kieleidechse (A. marchi Valverde, 1958)
- Peloponnesische Kieleidechse (A. moreoticus Bibron & Bory, 1833)
- Pracht-Kieleidechse (A. nigropunctatus (Duméril & Bibron, 1839))